# Підопригорівська сільська рада
Підопригорівська сільська́ ра́да — орган місцевого самоврядування в Лебединському районі Сумської області. Адміністративний центр — село Підопригори.

## Загальні відомості
- Населення ради: 766 осіб (станом на 2001 рік)

## Населені пункти
Сільській раді підпорядковані населені пункти:
- с. Підопригори
  - х. Великодний
  - х. Ворожки
  - с. Галанівка

- с. Галушки
- с. Грицини
- с. Майдаки
- с. Падалки
- с. Сіренки

### Колишні населені пункти
- с. Косенки
- с. Скляри

## Склад ради
Рада складається з 12 депутатів та голови.
- Голова ради: Гречка Світлана Костянтинівна
- Секретар ради: Підопригора Тетяна Яківна

### Керівний склад попередніх скликань
| Прізвище, ім'я, по батькові   | Основні відомості                                                               | Дата обрання | Дата звільнення |
| ----------------------------- | ------------------------------------------------------------------------------- | ------------ | --------------- |
| Довгий Олександр Васильович   | Сільський голова, 1973 року народження, освіта вища, безпартійний               | 26.03.2006   | 31.10.2010      |
| Довгий Олександр Васильович   | Сільський голова, 1973 року народження, освіта вища                             | 31.10.2010   | 02.06.2013      |
| Гречка Світлана Костянтинівна | Сільський голова, 1969 року народження, освіта середня спеціальна, позапартійна | 02.06.2013   |                 |

Примітка: таблиця складена за даними сайту Верховної Ради України